# ضباك
ضَبَّاك (الاسم العلمي: Nivenia)، جنس نباتات مُزهرة من فصيلة السوسنية التي تم وصفها لأول مرة على أنها جنس عام 1808. الأنواع في الجنس محصورة التوزيع في منطقة مقاطعة كيب بجنوب إفريقيا.
اسم الجنس مُهدى لعالم النبات الإسكتلندي جيمس نيفين (1774-1826)، وهو أول واحد قام بجمع أنواع الجنس.
الأنواع
- Nivenia argentea Goldblatt
- Nivenia binata Klatt
- Nivenia concinna N.E.Br - Viljoens Pass
- Nivenia corymbosa (Ker Gawl.) Baker
- Nivenia dispar N.E.Br - Olifantskloof
- Nivenia fruticosa (L.f.) Baker - Langeberg Mountains
- Nivenia inaequalis Goldblatt & J.C.Manning[3]
- Nivenia levynsiae Weim.
- Nivenia parviflora Goldblatt
- Nivenia stenosiphon Goldblatt
- Nivenia stokoei (لويز غوثري) N.E.Br. - Caledon